# Adélia Pedrosa
Adélia Pedrosa (Praia de Pedrógão, 30 de novembro de 1941) é uma cantora portuguesa de fado radicada no Brasil.

## Vida e obra
Adélia Pedrosa nasceu aos 30 de novembro de 1941, filha de Carlos Parracho e Maria José Pereira, na Praia de Pedrógão, Leiria, Portugal. Seu pai era pescador e faleceu muito jovem, quando Adélia tinha apenas sete anos, este fato fez com que a menina cedo começasse a trabalhar para ajudar Dª. Maria José nas finanças domésticas. Viajando para Brasil aos doze, junto com seus avós adotivos. Começou por morar Morro da Quinta do Caju, Rio de Janeiro, deixando sua mãe em Portugal, que veio para o Brasil apenas sete anos depois.
Aos dezessete anos fez sua estreia no Fado, ao participar do Programa dos Astros, na Rádio Vera Cruz, no Rio de Janeiro.
Em 1964, mudou-se para São Paulo. Posteriormente, e cerca de dois anos depois de nascer sua filha, Adélia retorna a Portugal, a pedido do governo português,[carece de fontes?] gravando três discos. Depois voltou para o Brasil.
Durante a sua vida, Adélia gravou vários discos, tanto em Portugal como no Brasil, apareceu em diversos programas, em grande parte das emissoras de televisão brasileiras e fez espetáculos em todo o Brasil, além de Portugal e Argentina, que visitou seis vezes. Foi ainda proprietária de dois restaurantes portugueses na cidade de São Paulo.